# Talk Show (The Go-Go's)
Talk Show è il terzo album di studio del gruppo femminile pop rock / new wave statunitense delle Go-Go's. Pubblicato nel 1984, per l'etichetta I.R.S. Records, il disco raggiunge il Numero 18 nella classifica USA degli Hot 200 di Billboard. Il 33 giri rappresenta l'ultimo lavoro a lungo respiro di inediti di studio realizzato dalla band prima del recente ritorno, avvenuto nel 2001, con il quarto lavoro a 33 giri, God Bless the Go-Go's (17 anni separano i due dischi).
Molti critici hanno definito il terzo album come un ispirato ritorno alla forma smagliante delle cinque ragazze nel primo long playing, dopo il secondo lavoro, Vacation, che, pur avendo raggiunto il Numero 8 nella madrepatria, non aveva però quella spontaneità e immediatezza che avevano sospinto lo straordinario debutto in cima alla hit parade. Ma, a parte il primo singolo, la Numero 11 statunitense Head over Heels, l'LP si è rivelato un relativo insuccesso commerciale, vendendo meno di 500 000 copie.
Molte delle canzoni contenute sul terzo album non vengono quasi mai eseguite nei concerti dal vivo della band, poiché associate a brutti ricordi, risalenti al periodo dello scioglimento delle Go-Go's, avvenuto all'inizio del 1985, con l'abbandono della chitarrista Jane Wiedlin, in un clima compromesso da liti interne e abuso di alcool e droghe. A parte Head Over Heels, che viene riproposta regolarmente negli spettacoli live (anche in quelli solisti della cantante Belinda Carlisle), alcuni di questi pezzi non vengono più suonati dal tour Prime Time del 1984, realizzato per la promozione del disco. Head over Heels, che, oltre a essere il primo estratto, costituisce anche il pezzo di apertura del long playing, è stato successivamente riproposto sulla compilation di brani degli anni ottanta intitolata Chorus Girl, pubblicata dalla Atomic Records nel 1997.
Musicalmente, l'album appare nettamente superiore dal punto di vista qualitativo, rispetto ai brani del precedente LP, Vacation, con un particolare risalto dato sia alle melodie che alle chitarre. Questo fatto, secondo alcuni fans, sarebbe da imputare all'accresciuta partecipazione di Kathy Valentine al processo compositivo, durante le session per il terzo disco.
Il protagonista maschile del videoclip girato per il secondo singolo, Turn to You (il brano raggiunge il Numero 32 negli Stati Uniti), era l'attore, allora debuttante, Rob Lowe, anche se il testo della canzone sarebbe stato scritto per il giocatore di baseball Bob Welch, detto «B Welch», ex ragazzo della tastierista Charlotte Caffey. La regista del video, Mary Lambert, avrebbe poi girato molti altri video, alcuni dei quali per grandi successi di Madonna, e film, tra cui Pet Sematary.
La clip promozionale per il terzo singolo, Yes or No, è entrata in rotazione pochissimo tempo prima dell'annunciato scioglimento e questo ha forse bloccato le vendite del 45 giri, che non è infatti andato oltre il Numero 84 in classifica negli Stati Uniti, nonostante la canzone fosse perfetta per le radio (tra l'altro, la versione del singolo, leggermente diversa rispetto a quella dell'album, era ancora più radiofonica dell'originale). Il protagonista maschile di questo video era invece un sosia dell'attore francese Tchéky Karyo.

## Tracce
1. Head over Heels – 3:38 (Charlotte Caffey, Kathy Valentine)
2. Turn to You – 3:48 (Charlotte Caffey, Jane Wiedlin)
3. You Thought – 4:12 (Gina Schock, Kathy Valentine)
4. Beneath the Blue Sky – 3:00 (Kathy Valentine, Jane Wiedlin)
5. Forget That Day – 4:25 (Jane Wiedlin)
6. I'm the Only One – 3:29 (Kathy Valentine, Danny B. Harvey, Carlene Carter)
7. Yes or No – 4:04 (Jane Wiedlin, Ron Mael, Russell Mael)
8. Capture the Light – 3:15 (Jane Wiedlin)
9. I'm with You – 3:37 (Gina Schock, Jane Wiedlin)
10. Mercenary – 3:40 (Jane Wiedlin, Kathy Valentine, Charlotte Caffey)
11. Good for Gone (Bonus track CD) – 2:54 (Gina Schock, Kathy Valentine)

## Credits

### Band
- Charlotte Caffey: chitarra, tastiere, cori
- Belinda Carlisle: voce solista
- Gina Schock: batteria e percussioni
- Kathy Valentine: basso, chitarra, cori
- Jane Wiedlin: chitarra ritmica, seconda voce

### Produzione
- Martin Rushent: produttore e tecnico del suono
- Dave Allen, Philip Tennant, Jim Russell: assistenti tecnici del suono
- Nathan Lam: direzione vocale

### Staff
- Douglas Brian Martin: direzione artistica
- Chris Craymer: fotografia
- Frontline: management

## Classifiche

### Album
| Classifica         | Posizione più alta |
| ------------------ | ------------------ |
| U.S. Billboard 200 | 18                 |

### Singoli
| Anno | Singolo         | U.S. Hot 100 |
| ---- | --------------- | ------------ |
| 1984 | Head over Heels | 11           |
| 1984 | Turn to You     | 32           |
| 1984 | Yes or No       | 84           |

## Dettagli pubblicazione
| Paese | Data | Etichetta      | Formato | N° Catalogo |
| USA   | 1984 | I.R.S. Records | LP      | ILP 25914   |